# ピーテル・スネイエルス
ピーテル・スネイエルス (Pieter Snayers, 1592年 – 1667年) は、フランドルのバロック期の画家。歴史的な戦闘場面を描いた絵画で知られている。

## 生涯
アントワープで生まれ、1612年に戦争画を得意とするセバスチャン・ヴランクスの弟子としてアントワープの聖ルカ組合に登録され、1613年に組合の親方（master）となった。1618年に画家のコルネリス・スフート（Cornelis Schut）のいとこの女性アンアと結婚した。1628年にはブリュセルの市民権を取得している。
そこで彼は最初にスペイン領ネーデルラント総督イサベル・クララ・エウヘニアの元で活躍し、次いで総督となったフェルナンド・デ・アウストリア、レオポルト・ヴィルヘルム・フォン・エスターライヒの元で宮廷画家として仕えた。彼らの元ではタペストリーの原画となる勝利の戦闘場面を描いた。
スネイエルスはルーベンスと共同制作しており、未完となった『ヘンリー4世の生涯』 (1628–30)等が残っている。他にもブリュッセルの貴族たちの肖像画や大きなサイズの風景画等が残っている。スネイエルスの弟子にはアダム・フランス・ファン・デル・ミューレンがいる。

## 作品
- 『白山の戦い』
- 『第一次ウィーン包囲』
- 『グラヴリンヌの戦い』

## 参照
1. 1 2 3 4 5  Hans Vlieghe, Flemish Art and Architecture 1585-1700, New Haven: Yale University Press (1998): 173. ISBN 0-3000-7038-1
2. 1 2 3 4  Carl van de Velde, "Snayers, Pieter" Grove Art Online. w:Oxford University Press, [accessed 9 March, 2008].
3. ↑  Frans Jozef Peter Van den Branden, Geschiedenis der Antwerpsche schilderschool, Antwerpen, 1883, p. 666-668
4. ↑  Konrad Renger and Claudia Denk, Flämische Malerei des Barock in der Alten Pinakothek, Munich: Pinakothek-DuMont (2002): 167. ISBN 3-8321-7255-6